# Szexvideó (film)
A Szexvideó (eredeti cím: Sex Tape) 2014-ben bemutatott amerikai szex-filmvígjáték, melyet Kate Angelo forgatókönyvéből Jake Kasdan rendezett. A főszerepben Jason Segel, Cameron Diaz, Rob Corddry, Ellie Kemper és Rob Lowe látható. A filmet az Amerikai Egyesült Államokban 2014. július 18-án mutatta be a Columbia Pictures, míg Magyarországon július 31-én szinkronizálva az InterCom Zrt..
A Szexvideó általánosságban negatív véleményeket kapott a kritikusoktól. A Metacritic oldalán a film értékelése 36% a 100-ból, amely 36 véleményen alapul. A Rotten Tomatoeson a film 18%-os minősítést kapott, 137 értékelés alapján.

## Történet
|  | Alább a cselekmény részletei következnek! |

Jay (Jason Segel) és Annie (Cameron Diaz) fiatal pár, akik aktív nemi életet élnek. Miután két gyerekük születik, kevesebb lehetőségük van az együttlétre. Az egyik éjjelen, ahogy a gyerekeket rábízzák a nagyszülőkre, megpróbálnak újra szexuális életet élni. Miután Jay már hosszú ideje erekciós problémákkal küszködik, Annie azt javasolja neki, hogy készítsenek szexvideót. Felveszik együttléteiket, mindenféle pozitúrát kipróbálva, ami a „The Joy of Sex” című könyvben szerepel. Ezután Annie arra kéri Jayt, törölje le a privát videót, de ő ezt az idő elmúlásával elfelejtette megtenni. Ám a felvételt már szinkronizálták több iPad-re, amit időközben odaadott néhány ismerősnek ajándékba. Kellemetlenül érezve magukat elindulnak, hogy visszaszerezzék az Ipad-eket.
Ahogy összegyűjtötték az összes Ipad-et, hogy töröljék róla a videókat, váratlanul a szomszéd fia megfenyegeti Jayt; ha nem adnak neki 25 ezer dollárt, akkor feltölti a szexvideót a YouPorn oldalára. Nem hajlandóak fizetni neki, ehelyett inkább betörnek a YouPorn központjára és elkezdik elpusztítani a szervereket. A terv azonnal meghiúsul, mert megszólal a riasztó. A tulajdonos (Jack Black) és a cimborái konfrontálódnak velük, és azzal fenyegetik meg őket, hogy kihívják a rendőrséget, de 15 ezer dolláros kárpótlásért cserébe ettől eltekintenek. A videót is eltávolítja a tulajdonos, és elmondja, hogy ennek az egésznek nem kellett volna megtörténnie, csak egy e-mailt kellett volna küldeni az eltávolításról. Miután egy példány kivételével sikerült törölniük mindenhonnan a videót, úgy döntenek, közösen megnézik. Ezután Jay az USB-t kihúzza a meghajtóból, majd Annie-vel kimennek az udvarra és kalapáccsal széttörik, elégetik, összedarálják és a darabokat eltemetik.
|  | Itt a vége a cselekmény részletezésének! |

## Szereplők
| Színész       | Szerep                | Magyar hang        |
| ------------- | --------------------- | ------------------ |
| Cameron Diaz  | Annie                 | Für Anikó          |
| Jason Segel   | Jay                   | Hevér Gábor        |
| Rob Corddry   | Robbie                | Gyabronka József   |
| Ellie Kemper  | Tess                  | Bognár Anna        |
| Rob Lowe      | Hank Rosenbaum        | Görög László       |
| Nat Faxon     | Max                   | Welker Gábor       |
| Nancy Lenehan | Linda                 | Menszátor Magdolna |
| Randall Park  | Edward                | ?                  |
| Dave Allen    | Postás                | ?                  |
| Jack Black    | A YouPorn tulajdonosa | Kerekes József     |

## A film készítése
2011 júniusában a Sony Pictures megszerezte a forgatókönyvet. 2011 októberének végén Nicholas Stollerrel tárgyaltak a film megrendezéséről. Egyedül Jason Segelt tartották esélyesnek a férfi főszerepre, míg Reese Witherspoont, Amy Adamst, Emily Bluntot, Rose Byrne-t és Jennifer Garnert a női főszerepre. 2012 márciusában Jake Kasdan bejelentette, hogy ő fogja megrendezni a filmet. Abban az időben már Cameron Diazt kiválasztották a szerepre, mint Segel felesége, de hivatalosan csak 2013 áprilisában tárgyaltak erről.
Forgatása 2013. szeptember 12-én kezdődött Newtonban (Massachusetts).

## Fogadtatás

### Bevételi adatok
A filmet Észak-Amerikában 2457 moziban mutatták be, a csütörtök esti vetítéseken 1,1 millió dollárral nyitott. A nyitóhétvégén a film bruttósított bevétele 16 400 000 dollár lett, ami a 4. helyre volt elég A majmok bolygója: Forradalom (36,2 millió dollár), valamint a több újonnan érkezett film, A megtisztulás éjszakája: Anarchia (29,8 millió dollár) és a Repcsik: A mentőalakulat (17,5 millió dollár) mögött. 2014. szeptember 17-én, Amerikában a Szexvideó bruttósított bevétele 38,4 millió dollár, más országokban pedig 61 millió dollár lett, az összbevétele így összesen 108 900 000 dollárra emelkedett, ami a 40 millió dolláros költségvetésével szemben jó eredmény.

## Fordítás
- Ez a szócikk részben vagy egészben  a   Sex Tape (film) című angol Wikipédia-szócikk fordításán alapul.  Az eredeti cikk szerkesztőit annak laptörténete sorolja fel. Ez a jelzés csupán a megfogalmazás eredetét és a szerzői jogokat jelzi, nem szolgál a cikkben szereplő információk forrásmegjelöléseként.